# Joyce Bamford-Addo
Joyce Adeline Bamford-Addo, née en 1937, est une femme politique ghanéenne. Magistrate de profession, elle est la présidente du Parlement du Ghana de 2009 à 2013. Durant cette période, elle est la troisième personnalité politique du Ghana par ordre d'importance. Elle était également la première femme présidente de parlement dans l'Afrique de l'Ouest. Auparavant, elle a été juge à la Cour suprême.

## Biographie
Née le 26 mars 1937 à Accra, Joyce Bamford-Addo effectue ses formations primaires et secondaires dans des établissements scolaires et pensionnats catholiques, à Cape Coast et à proximité. Elle poursuit ensuite au Royaume-Uni pour sa scolarité supérieures, et étudie le droit à l'Inner Temple à Londres (le Ghana est une ancienne colonie britannique). Elle est admise au barreau anglais en 1961.
Joyce Bamford-Addo revient au Ghana après avoir travaillé au Royaume-Uni durant une année. Elle est inscrite au barreau ghanéen en 1962. En 1963, elle travaille comme procureur, gravissant progressivement les échelons au sein de cette fonction. Elle est nommée directrice des poursuites publiques en 1976, un poste qu'elle occupe pendant 10 ans. Son expérience en droit et en administration lui valent de siéger au sein de conseils d'administration, de conseils judiciaires et d'organisations nationales et internationales, dont la Guilde des avocats catholiques, la Fédération internationale des femmes juristes, l'Association du barreau du Ghana ainsi que l'Association des avocats du Commonwealth (Commonwealth Lawyers Association). Elle représente également le Ghana à la Commission des Nations unies sur la condition de la femme. En 1991, elle est nommée par le président de la République Jerry Rawlings juge de la Cour suprême du pays. En parallèle, toujours en 1991, elle devient la deuxième vice-présidente de l'Assemblée consultative du Ghana, une assemblée constituée pour rédiger de ce qui est devenu la constitution de 1992, approuvée par référendum en avril 1992 et entrée en fonction le 7 janvier 1993. Elle prend sa retraite de la Cour suprême et de la magistrature en octobre 2004.

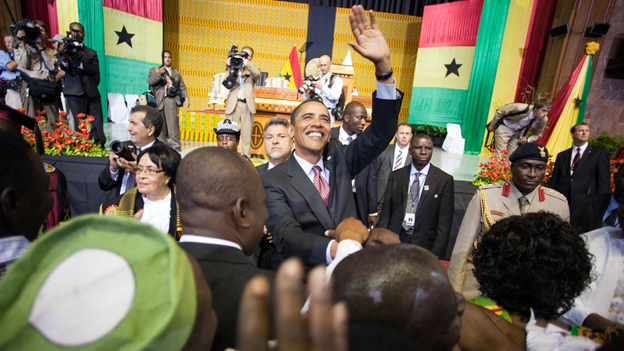
Aux côtés de Barack Obama en visite au Ghana en 2009.

À la suite de l'élection présidentielle ghanéenne de 2008 et des élections législatives qui suivent, marquées par un bon fonctionnement démocratique et une alternance au pouvoir, elle est élue par acclamation présidente du parlement pour la cinquième législature de la Quatrième République du Ghana, le 7 janvier 2009,,. Elle devient le troisième personnage de l’État, première femme en Afrique de l'Ouest à se voir confier une telle charge et deuxième femme en Afrique, après Rose Mukantabana élue présidente de l’Assemblée nationale rwandaise en octobre 2008,. Le 11 juillet 2009, elle accueille, aux côtés du président du Ghana John Atta Mills, le président américain Barack Obama qui, pour sa première visite en Afrique subsaharienne depuis son entrée en fonction en janvier de la même année, est venu s'exprimer devant le parlement ghanéen, donnant ainsi en exemple le mode de gouvernance en vigueur dans ce pays,.
Cette accession de Joyce Bamford-Addo au plus haut niveau du pouvoir législatif, deux ans après l'accession de Georgina Wood à la tête de la plus haute instance judiciaire ghanéenne, rehausse en partie le positionnement du Ghana sur la question de l'égalité entre les femmes et les hommes. En gagnant l'indépendance vis-à-vis de l'ancienne puissance coloniale britannique dès 1957, le Ghana s'est montré un des premiers pays africain à acquérir son autonomie, après l'Éthiopie et le Libéria. Il est considéré comme un des États ayant le fonctionnement le plus pacifique. Mais il se classe moins bien sur le plan de la représentativité des femmes au sein du pouvoir. Au début des années 2010, les femmes ne détiennent que 19 mandats de député sur 230 au Parlement national (8,3 %). Au sein du pouvoir exécutif, sur 25 ministres, il n'y a que cinq femmes, et aucune parmi les 28 secrétaires d’État et ministres délégués. Le Ghana se classe nettement derrière le Rwanda, leader sur la question de la présence féminine au sein du pouvoir politique, mais aussi derrière l'Afrique du Sud, le Mozambique, l'Ouganda, le Burkina Faso et le Niger.
La présidence de l'Assemblée par Joyce Bamford-Addo est marquée par un fonctionnement serein de cette institution, dirigée à la fois avec douceur et fermeté. À quelques reprises, en raison de l'absence simultanée du pays de son président Mills et de son vice-président John Mahama, elle s'est trouvée en position d'avoir à prendre la direction du pays par intérim, si besoin, prêtant serment à ce titre, comme le stipule les paragraphes 8, 11 et 12 de l'article 60 de la Constitution,. Le 4 janvier 2013, elle quitte cette présidence du parlement, comme prévu dès le départ, à l'issue de la cinquième législature, quatre ans après y avoir été élue. Elle se retire, à 75 ans, de la vie politique, et laisse la présidence de l'Assemblée à Edward Adjaho (en),.